# Castelo de Saint-Crépin (Saint-Crépin-de-Richemont)

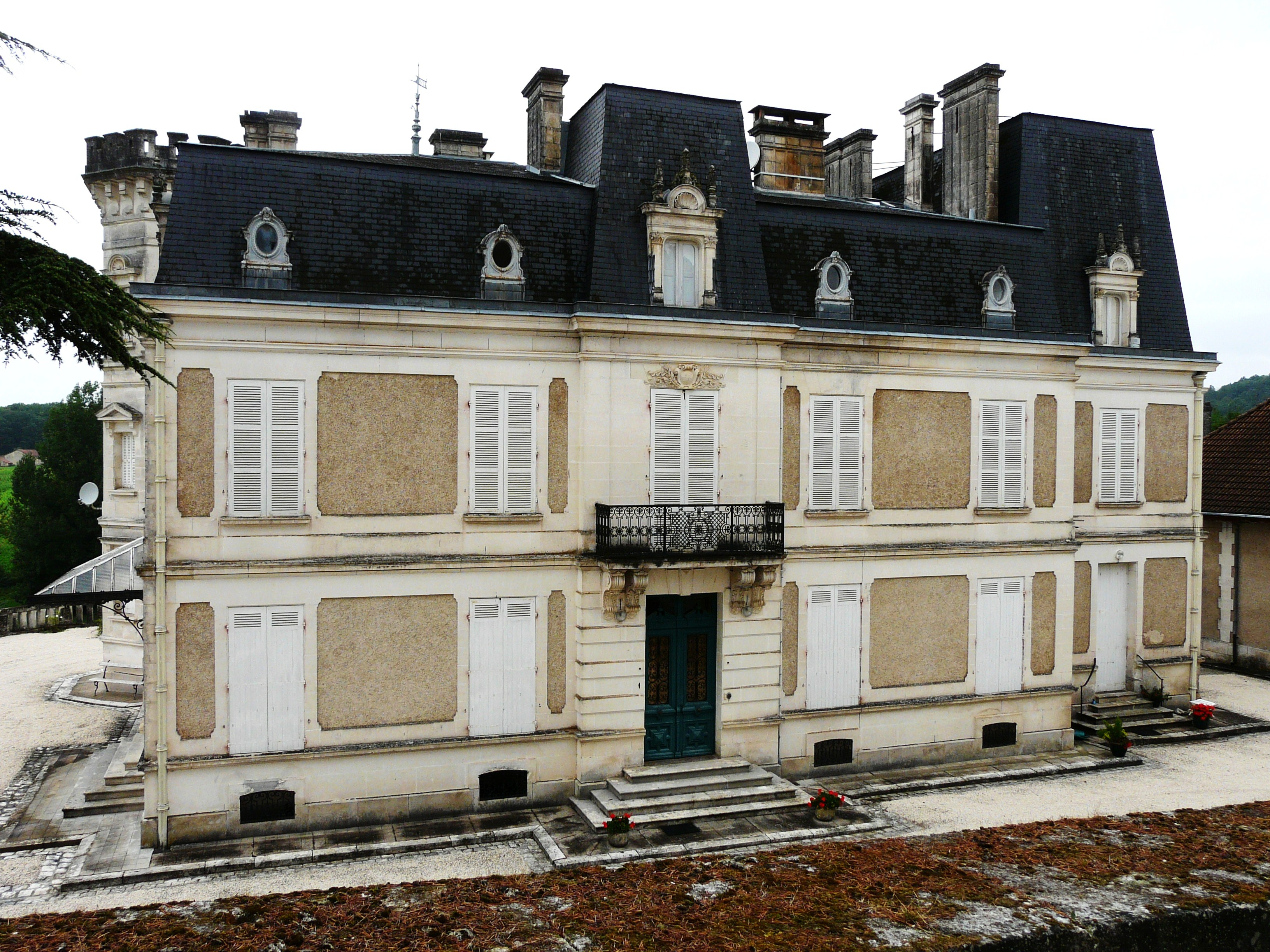
O château de Saint-Crépin.

O château de Saint-Crépin está localizado na comuna de Saint-Crépin-de-Richemont, departamento francês da Dordonha..
Data do fim do Século XIX, edificado em 1891 no local de um antigo prédio destruído por um incêndio no ano anterior.